# Weltervikt i grekisk-romersk stil i brottning vid olympiska sommarspelen 1976
Herrarnas brottningsturnering i grekisk-romersk stil i viktklassen weltervikt vid olympiska sommarspelen 1976 avgjordes i Maurice Richard Arena i Montréal. 

## Medaljörer
| Klass      | Guld                            | Silver                            | Brons                             |
| Weltervikt | Anatolij Bijkov · Sovjetunionen | Vítězslav Mácha · Tjeckoslovakien | Karl-Heinz Helbing · Västtyskland |

## Resultat
Legend
- TF — Vinst genom fall
- IN — Vinst genom att motståndaren skadas
- DQ — Vinst genom passivitet
- D1 — Vinst genom passivitet, vinnaren är också passiv
- D2 — Båda brottarna förlorade på grund av passivitet
- FF — Vinst genom förverkande
- DNA — Anlände inte
- TPP — Totala straffpoäng
- MPP — Matchstraffpoäng

Straff
- 0 — Vinst genom fall, teknisk överlägsenhet, passivitet, skada och förverkande
- 0.5 — Vinst på poäng, 8-11 poängs skillnad
- 1 — Vinst på poäng, 1-7 poängs skillnad
- 2 — Vinst på passivitet,  vinnaren är också passiv
- 3 — Förlust på poäng, 1-7 poängs skillnad
- 3.5 — Förlust på poäng, 8-11 poängs skillnad
- 4 — Förlust genom fall, teknisk överlägsenhet, passivitet, skada och förverkande

### Elimineringsrunda

#### Omgång 1
| TPP | MPP |                            | Poäng     |                        | MPP | TPP |
| --- | --- | -------------------------- | --------- | ---------------------- | --- | --- |
| 0   | 0   | Yasuo Nagatomo (JPN)       | IN / 5:25 | Jamtsyn Davaajav (MGL) | 4   | 4   |
| 4   | 4   | Gheorghe Ciobotaru (ROU)   | D2 / 8:00 | Jan Karlsson (SWE)     | 4   | 4   |
| 4   | 4   | Brahim Toughza (MAR)       | DQ / 8:00 | Hans Kiss (AUT)        | 0   | 0   |
| 4   | 4   | Stanisław Krzesiński (POL) | DQ / 5:15 | Mikko Huhtala (FIN)    | 0   | 0   |
| 1   | 1   | Idalberto Barbán (CUB)     | 13 - 10   | John Matthews (USA)    | 3   | 3   |
| 4   | 4   | Klaus-Peter Göpfert (GDR)  | DQ / 8:17 | Vítězslav Mácha (TCH)  | 0   | 0   |
| 0   | 0   | Petros Galaktopoulos (GRE) | TF / 4:54 | Brian Renken (CAN)     | 4   | 4   |
| 0   | 0   | Yanko Chopov (BUL)         | DQ / 7:54 | Mihály Toma (HUN)      | 4   | 4   |
| 4   | 4   | Karl-Heinz Helbing (FRG)   | DQ / 7:56 | Anatolij Bijkov (URS)  | 0   | 0   |

#### Omgång 2
| TPP | MPP |                            | Poäng     |                            | MPP | TPP |
| --- | --- | -------------------------- | --------- | -------------------------- | --- | --- |
| 4   | 4   | Yasuo Nagatomo (JPN)       | DQ / 6:50 | Gheorghe Ciobotaru (ROU)   | 0   | 4   |
| 4   | 0   | Jan Karlsson (SWE)         | TF / 2:40 | Hans Kiss (AUT)            | 4   | 4   |
| 4   | 0   | Stanisław Krzesiński (POL) | DQ / 7:53 | Idalberto Barbán (CUB)     | 4   | 5   |
| 0   | 0   | Mikko Huhtala (FIN)        | DQ / 4:24 | John Matthews (USA)        | 4   | 7   |
| 5   | 1   | Klaus-Peter Göpfert (GDR)  | 9 - 6     | Petros Galaktopoulos (GRE) | 3   | 3   |
| 0   | 0   | Vítězslav Mácha (TCH)      | DQ / 6:57 | Brian Renken (CAN)         | 4   | 8   |
| 4   | 4   | Yanko Chopov (BUL)         | D1 / 4:34 | Karl-Heinz Helbing (FRG)   | 2   | 6   |
| 8   | 4   | Mihály Toma (HUN)          | DQ / 7:44 | Anatolij Bijkov (URS)      | 0   | 0   |
| 4   |     | Jamtsyn Davaajav (MGL)     |           | DNA                        |     |     |
| 4   |     | Brahim Toughza (MAR)       |           | DNA                        |     |     |

#### Omgång 3
| TPP | MPP |                            | Poäng     |                           | MPP | TPP |
| --- | --- | -------------------------- | --------- | ------------------------- | --- | --- |
| 7   | 3   | Yasuo Nagatomo (JPN)       | 5 - 10    | Jan Karlsson (SWE)        | 1   | 5   |
| 4   | 0   | Gheorghe Ciobotaru (ROU)   | TF / 5:41 | Hans Kiss (AUT)           | 4   | 8   |
| 8   | 4   | Stanisław Krzesiński (POL) | TF / 1:14 | Klaus-Peter Göpfert (GDR) | 0   | 5   |
| 0.5 | 0.5 | Mikko Huhtala (FIN)        | 12 - 3    | Idalberto Barbán (CUB)    | 3.5 | 8.5 |
| 0.5 | 0.5 | Vítězslav Mácha (TCH)      | 12 - 2    | Yanko Chopov (BUL)        | 3.5 | 7.5 |
| 7   | 4   | Petros Galaktopoulos (GRE) | TF / 3:55 | Karl-Heinz Helbing (FRG)  | 0   | 6   |
| 0   |     | Anatolij Bijkov (URS)      |           | Bye                       |     |     |

#### Omgång 4
| TPP | MPP |                          | Poäng |                           | MPP | TPP |
| --- | --- | ------------------------ | ----- | ------------------------- | --- | --- |
| 1   | 1   | Anatolij Bijkov (URS)    | 7 - 6 | Gheorghe Ciobotaru (ROU)  | 3   | 7   |
| 8   | 3   | Jan Karlsson (SWE)       | 5 - 9 | Klaus-Peter Göpfert (GDR) | 1   | 6   |
| 3.5 | 3   | Mikko Huhtala (FIN)      | 3 - 4 | Vítězslav Mácha (TCH)     | 1   | 1.5 |
| 6   |     | Karl-Heinz Helbing (FRG) |       | Bye                       |     |     |

#### Omgång 5
| TPP | MPP |                          | Poäng     |                           | MPP | TPP |
| --- | --- | ------------------------ | --------- | ------------------------- | --- | --- |
| 6   | 0   | Karl-Heinz Helbing (FRG) | TF / 2:09 | Mikko Huhtala (FIN)       | 4   | 7.5 |
| 1   | 0   | Anatolij Bijkov (URS)    | DQ / 8:54 | Klaus-Peter Göpfert (GDR) | 4   | 10  |
| 1.5 |     | Vítězslav Mácha (TCH)    |           | Bye                       |     |     |

#### Sista omgångarna
| TPP | MPP |                          | Poäng     |                          | MPP | TPP |
| --- | --- | ------------------------ | --------- | ------------------------ | --- | --- |
|     | 4   | Karl-Heinz Helbing (FRG) | DQ / 7:56 | Anatolij Bijkov (URS)    | 0   |     |
|     | 0   | Vítězslav Mácha (TCH)    | DQ / 8:52 | Karl-Heinz Helbing (FRG) | 4   | 8   |
| 1   | 1   | Anatolij Bijkov (URS)    | 7 - 3     | Vítězslav Mácha (TCH)    | 3   | 3   |